# Maggie O’Neill
Margaret O’Neill (* 15. November 1962 in Buckinghamshire, England) ist eine britische Theater- und Filmschauspielerin.

## Leben
O’Neill, die jüngste von sechs Geschwistern.
Sie wuchs in den Midlands auf, wo sie in einer Klosterschule lernte. Sie studierte an der Guildhall School of Music and Drama.
Mitte der 1980er Jahre wurde sie als Theater- und Filmschauspielerin tätig. Sie spielte unter anderem bei Gorillas im Nebel (1988), Georg Elser – Einer aus Deutschland (1989) und Unter Verdacht (1991) mit. Ab 2000 spielte sie in der Arztserie Peak Practice als Dr. Alex Redman. Ab 2004 folgte die Serie Shameless als Sheila Jackson und ab 2008 die Seifenoper EastEnders, wo sie als Suzy auftrat.

## Filmografie (Auswahl)
- 1986: Mona Lisa
- 1988: Gorillas im Nebel (Gorillas in the Mist)
- 1989: Take Me Home (Dreiteiler)
- 1989: Georg Elser – Einer aus Deutschland
- 1991: The Storyteller (Fernsehserie, eine Folge)
- 1991: Unter Verdacht (Under Suspicion)
- 1991: Inspektor Morse, Mordkommission Oxford (Inspector Morse, Fernsehserie, 1 Folge)
- 1992: Friday on my Mind
- 1993: Wenn Schweine fliegen (When Pigs Fly)
- 1996: Eine Frau tötet (Killing Me Softly)
- 1997: The Fix
- 1998: Invasion: Earth (Miniserie, 6 Folgen)
- 2000–2002: Peak Practice (Fernsehserie, 37 Folgen)
- 2004: Inspector Barnaby (Midsomer Murders) Fernsehserie, Staffel 7, Folge 6: Brennen sollst du! (The Straw Woman)
- 2004–2007: Shameless (Fernsehserie, 28 Folgen)
- 2008: EastEnders (Fernsehserie, 55 Folgen)
- 2010: New Tricks – Die Krimispezialisten (New Tricks, Fernsehserie, 1 Folge)
- 2016: Sexy Murder (Miniserie, 6 Folgen)
- 2016: Death in Paradise (Fernsehserie, 1 Folge)
- 2018: The Split – Beziehungsstatus ungeklärt (The Split, Fernsehserie, 3 Folgen)
- 2018: Inspector Barnaby (Midsomer Murders) Fernsehserie, Staffel 19, Folge 6: Die verfluchte 9 (The Curse Of The Ninth)
- 2020: White Lines (Fernsehserie, 4 Folgen)